# Clairita
La clairita és un mineral de la classe dels sulfats. Anomenada així per Claire Martini, muller del Dr. J. C. J. Martini, qui va descriure el mineral per primer cop. És troba químicament relacionat amb l'anàleg de ferro de la huizingita-(Al), el segon sulfat bàsic i hidratat de NH₄-Fe després de la clairita.

## Classificació
Segons la classificació de Nickel-Strunz, la clairita pertany a «07.DF - Sulfats (selenats, etc.) amb anions addicionals, amb H₂O, amb cations de mida mitjana i grans» juntament amb els següents minerals: uklonskovita, caïnita, natrocalcita, metasideronatrita, sideronatrita, despujolsita, fleischerita, schaurteïta, mallestigita, slavikita, metavoltina, lannonita, vlodavetsita, peretaïta, gordaïta, arzrunita, elyita, yecoraïta, riomarinaïta, dukeïta i xocolatlita.

## Característiques
La clairita és un sulfat de fórmula química (NH₄)₂Fe₃(SO₄)₄(OH)₃·3H₂O. Cristal·litza en el sistema triclínic. Presenta solubilitat lenta en aigua.

## Formació i jaciments
Es forma per alteració de la pirita i una disminució de la matèria orgànica. S'ha descrit a Alemanya, Hongria, Polònia, Sud-àfrica i els Estats Units.